# Bacze
Bacze (prononciation : [ˈbat͡ʂɛ]) est un village polonais de la gmina d'Opinogóra Górna dans le powiat de Ciechanów de la voïvodie de Mazovie dans le centre-est de la Pologne.
Il se situe à environ 4 kilomètres au nord de Opinogóra Górna (siège de la gmina), 10 km au nord-est de Ciechanów (siège du powiat) et à 82 km au nord de Varsovie (capitale de la Pologne).

## Histoire
De 1975 à 1998, le village appartenait administrativement à la voïvodie de Ciechanów.